# Forstærkertrin
Et forstærkertrin (eng. amplifier stage) er et elektronisk kredsløb, der kun indeholder en aktiv signalforstærkende komponent – f.eks. transistor, elektronrør, SCR, TRIAC, koblet på en måde så kredsløbet kan forstærke elektriske signaler.
Det at forstærke elektrisk betyder blot at et elektrisk signal forårsager et større elektrisk output. I denne rå formulering har vi faktisk implicit tilladt ulinearitet, hysterese og andre egenskaber, som kan være svære at håndtere – altså være svære at forudsige matematisk, reproducere og forudsige effekten af i praksis. Ikke desto mindre er det dét man grundlæggende har i virkeligheden.
For at gøre det lettere for sig selv under designet af et forstærkertrin, idealiserer man eller rettere modellerer man forstærkeren med matematiske redskaber – f.eks. en funktion.
Her kommer en model: Det at forstærke betyder sende et input-signals effekt igennem en overføringsfunktion, som mindst på en del af kurven har en hældning større end 1 (én) og som output har et signal med større elektrisk effekt. Forstærkertrinet har her en effektforstærkning på den givne kurvedel.
Den lineare model kommer her: Et lineart forstærkertrin øger et input-signal med en fast faktor. Her er overføringsfunktionen en ret linje. Grunden til at det kan være ønskeligt at modellere forstærkertrinet som værende linear er, at man har stærke matematiske redskaber til at håndtere store lineare ligningssystemer; linear algebra.
Der er en anden særdeles udbredt model: Et digitalt forstærkertrin designes med en stor forstærkningsfaktor og en ønsket overstyring. Forstærkeren har normalt kun 2 stabile output-tilstande; "lav" eller "høj". Forstærkertrinet kaldes i denne model for en gatebuffer eller inverter. Modellen benyttes ved implementering af digitale kredsløb.

## Anvendelse
Et forstærkertrin anvendes mange steder:
- Elektronisk forstærker
- Elektronisk oscillator

## Opbygning
Et forstærkertrin indeholder netop én signalforstærkende komponent – f.eks. en transistor eller et elektronrør.
Herudover kan et forstærkertrin have lokal modkobling. Et forstærkertrin kan også have andre forstærkende komponenter, som f.eks. simulerer strømgenerator, spændingsstabilisator, men de indgår ikke i selve signalvejen.
Typisk anvendes den signalforstærkende komponent i følgende grundkoblinger:
- Bipolar transistor:
  - Fælles emitter ( =jordet emitter)
  - Fælles kollektor ( =emitterfølger, jordet kollektor)
  - Fælles basis ( =jordet basis)
- FET:
  - Fælles source ( =jordet source)
  - Fælles drain ( =sourcefølger, jordet drain)
  - Fælles gate ( =jordet gate)
- Triode:
  - Fælles katode ( =jordet katode)
  - Fælles anode ( =katodefølger, jordet katode)
  - Fælles gate (elektronrør) ( =jordet gate (elektronrør))

## Signalind- og udkobling; DC-koblet og AC-koblet
Som bekendt kræver det mindst 2 ledere at formidle elektrisk energi. Indgangen udgøres af et ben; indgangsbenet (f.eks. basen eller emitter) på en signalkomponent evt. via en (indgangs)kondensator og det jordede bens spændingsplaner eller forsyningsspændingens planer. Essensen er at vi skal påvirke:
- Signalforstærkende komponent:
  - Bipolar transistor: {\displaystyle I_{be}}
  - FET: {\displaystyle V_{gs}}
  - Elektronrør: {\displaystyle V_{gk}}

- Hvis der ikke benyttes en kondensator til indgangsbenet, er trinnets indgang DC-koblet og både DC og AC vil blive forstærket i trinnet. Da DC er en del af indgangen vil det være betydende for trinnet, om det er benets spændingsplan eller forsyningsspændingens plan, der benyttes som signaljord.
- Hvis der benyttes kondensator til benet er trinnets indgang AC-koblet og kun AC vil blive forstærket i trinnet. Faktisk virker kondensatoren sammen med trinnets indgangsimpedans som et højpasfilter. Da det kun er AC, som formidles af kondensatoren, er i det princippet lige meget, om det er det jordede bens spændingsplan eller forsyningsspændingens plan, der benyttes som signaljord.

Udgangen udgøres af det valgte udgangsben (evt. via en (udgangs)kondensator) og enten det jordede bens spændingsplan eller forsyningsspændingens plan.
- Hvis der ikke benyttes kondensator til udgangsbenet er trinnets udgang DC-koblet og både DC og AC vil "forlade" trinnet. Da DC er en del af udgangen vil det være betydende for trinnet om det er det jordede bens spændingsplan eller forsyningsspændingens plan, der benyttes som signaljord.
- Hvis der benyttes kondensator til udgangsbenet er trinnets udgang AC-koblet og kun AC vil "forlade" trinnet. Faktisk virker kondensatoren sammen med trinnets belastningsimpedans som et højpasfilter. Da det kun er AC som formidles af kondensatoren, er i det princippet lige meget om det er det jordede bens spændingsplan eller forsyningsspændingens plan, der benyttes som signaljord.

## Forstærkertrinnets miljø – kildeimpedans og belastningsimpedans
For alle forstærkertrin gælder det at indgangssignalets impedans: kildeimpedans og udgangssignalets impedans; belastningsimpedans, begge påvirker et trins dynamiske arbejdspunkt. Derfor bør de tegnes med på diagrammerne. Impedanserne bliver normalt opfattet som lineare (rent ohmske eller komplekse) – eller ulineare.

## Mulige forspændingsformer: linear og ulinear
Et forstærkertrins anvendelse kan klassificeres som arbejdende lineart eller ulineart.
- Lineart betyder at en (lille) ændring i indgangen viser sig som en (normalt større) ændring i udgangen. Men udgangens ændring divideret med indgangens ændring er en konstant faktor. Hvis denne faktor er større end 1 tolkes det som signalforstærkning og er den mindre end 1 tolkes det som signaldæmpning.
- Hvis et trin arbejder ulineart, betyder det at en udgangsændring divideret med en indgangsændring ikke nødvendigvis er en konstant faktor. Den kan være det med nogle signaler, men ikke alle.

Grundlæggende set er alle forstærkertrin ulineare, nogle forspændingsformer er dog mere ulineare end andre.

### Linear forstærkertrinsklasse
Hvis man forspænder transistoren til et DC-hvilearbejdspunkt som garanterer, at transistoren dynamisk ikke går i "mætning" (Vce tæt på nul) og heller ikke "slukkes helt" (Vce tæt på forsyningsspændingen), med de givne (ud-/ind-)gangssignaler og impedanser, så er der mulighed for at trinnet arbejder nogenlunde lineart. En sådan drift kaldes Klasse A. Enhver afvigelse for et næsten lineart arbejdende trin, resulterer i signalforvrængning.
For et lineart arbejdende forstærkertrin vil der groft gælde:
- Overføringsfunktion:
  - Bipolar transistor: {\displaystyle I_{c}=h_{FE}*I_{be}}
  - FET: {\displaystyle I_{d}=I_{s}=gm*(V_{GS}-V_{th})}, hvor gm er småsignal-stejlheden i det givne arbejdspunkt {\displaystyle gm=2*k*(V_{GS}-V_{th})}.
  - Elektronrør: {\displaystyle I_{a}=I_{k}=gm*(V_{GK}-V_{th})}, hvor gm er stejlheden i det givne arbejdspunkt.

Bringes et næsten lineart arbejdende trin til gå i "mætning" eller "helt slukket" siges det at være overstyret. Dette kan skyldes at trinnets forspænding er skredet f.eks. pga. manglende parametertolerance (herunder temperaturafhængighed) eller transistorparameterspredning.

### Ulineare forstærkertrinsklasser
Forstærkertrin som er svagt forspændte siges at arbejde i klasse B. Forstærkertrin som uden eller små indgangssignaler "er slukket", men for større signaler forspændes eller går i "mætning" siges at arbejde i klasse C.